# NGC 6870
NGC 6870 (другие обозначения — PGC 64197, ESO 233-41, AM 2006-483, IRAS20065-4826) — галактика в созвездии Телескоп.
Этот объект входит в число перечисленных в оригинальной редакции «Нового общего каталога».